# LG Nuclun
Le LG Nuclun (ou LG 7111) est le premier SoC d'architecture ARM et le premier processeur d'application de l'entreprise sud-coréenne, LG.
Présenté en 2014, il est constitué de :
- 4 processeurs ARM Cortex-A7 à une fréquence maximum de 1.2 Ghz et 4 processeurs ARM Cortex-A15 à une fréquence maximum de 1,5 Ghz en architecture big.LITTLE.
- Réseau 4G LTE-A Cat.6. avec débit maximum de 225 Mbit/s.

Il équipe la phablette LG G3 Screen de 5.9" de diagonale.